# 옥천공업고등학교
옥천공업고등학교는 충청북도 옥천군 옥천읍 대학길 15 (금구리)에 있었던 공립 고등학교이다.

## 연혁[1]
- 1927년 5월 1일 옥천공립농업보습학교(2년제) 개교
- 1936년 5월 1일 옥천공립농업실수학교로 명칭 변경
- 1944년 2월 28일 옥천농업전수학교(3년제)로 개편
- 1945년 3월 27일 옥천농업학교(4년제)로 개편
- 1946년 9월 1일 옥천농업중학교(6년제)로 개편
- 1951년 9월 1일 학제 변경으로 옥천농업고등학교(3년제)로 개편 (옥천중학교 분리)
- 1958년 2월 16일 옥천상업고등학교(3년제) 개편(상업과 12학급)
- 1961년 11월 30일 옥천실업고등학교 개편(상업과, 농업과 각 6학급)
- 1967년 12월 26일 학과 개편(기계과 3학년 증설)
- 1976년 10월 19일 학과 개편(전기과 3학년 증설, 기계과 폐지)
- 1977년 3월 1일 옥천공업고등학교 개편
- 1978년 10월 31일 학과 개편(기계과 12학급, 전기과 6학급, 토목과 3학급, 건축과 3학급)
- 1979년 3월 1일 옥천고등학교 분리
- 1996년 2월 13일 제45회 졸업식(503명/총 11126명)
- 1997년 2월 11일 제46회 졸업식(436명/총 11562명)
- 1999년 2월 28일 폐교(현 위치에 옥천전문대학 설립)

## 폐교 이후
폐교 이후, 옥천공업고등학교 부지는 현재 충북도립대학에서 사용하고 있다.